# Virgen del Pinarejo
La Virgen del Pinarejo es una advocación de la Virgen María venerada en el municipio de Aldeanueva del Codonal y su comarca (Segovia), en la comunidad autónoma de Castilla y León. Su fiesta tiene lugar el domingo de la Santísima Trinidad, centrándose los actos alrededor de la ermita de la Virgen del Pinarejo donde es venerada.

## Historia
Según cuenta la leyenda, la Virgen se apareció en el municipio en el año 1400, aproximadamente. El primer dato escrito sobre la Virgen del Pinarejo es del 8 de octubre de 1591: 

Fallecido Pedro González, cura párroco de este lugar de la Nava de Coca, otorgó testamento antes Andrés Ayala, escribano de Coca (...) mandó cuatro reales para la ermita de Nuestra Señora del Pinarejo
Crónicas de medio siglo de Amador de Morugán y Benjamín Redondo.

## La imagen
Las esculturas de la Virgen y del Niño son dos tallas independientes realizadas en madera de pino. La imagen de la Virgen es una figura de vestir con la cabeza y las manos talladas y policromadas al óleo sobre una preparación de estuco. Mira al frente y sostiene al Niño en su mano izquierda, y con la derecha sujeta una pieza que permite colocar un ramo. 
Los cabellos de la Virgen son de pelo natural y los vestidos son siempre de espléndidos mantos que dan calor testimonio de la devoción a esta imagen. Se completa el ornamento con una rica corona. La figura del Niño es exenta, está coronada y sujeta en la mano un orbe rematado con una cruz metálica.
La antigua imagen de la Virgen aparece con el título de verdadero retrato de Nuestra Señora del Pinarejo. Se trata de un aguafuerte, posiblemente del siglo XVIII en el que la imagen de la Virgen aparece rodeada por seis escenas, que narran otros tantos hechos en los que la poderosa intercesión de la Virgen protegió la vida de sus devotos.

## El culto
El día 25 de marzo se celebra la fiesta del Pinarejillo. Ese día se baja a la ermita a rezar el rosario a la Virgen, ya que es la fecha en la que según la tradición se apareció la Nuestra Señora. El día 2 de mayo, fiesta de San Segundo, se baja a la ermita y se sube a la Virgen en procesión hasta la iglesia parroquial.
La fiesta principal se celebra el domingo siguiente a Pentecostés (el domingo de la Santísima Trinidad). Ese día se celebra la misa en la ermita. Como preparación a la fiesta, se realiza una novena en la iglesia parroquial. La novena consiste en la celebración de nueve misas, y al final de cada misa se reza la oración de la novena y se cantan a la Virgen dándola gracias o para pedirle favores.
Hay mucha devoción a la Virgen en el municipio y en los alrededores. Se la invoca pidiendo favores de todo tipo mediante el avemaría y el rosario y se cuentan múltiples favores atribuidos a su poderosa intercesión. Buena prueba de ello son los exvotos que adornan el camerino de la Virgen.

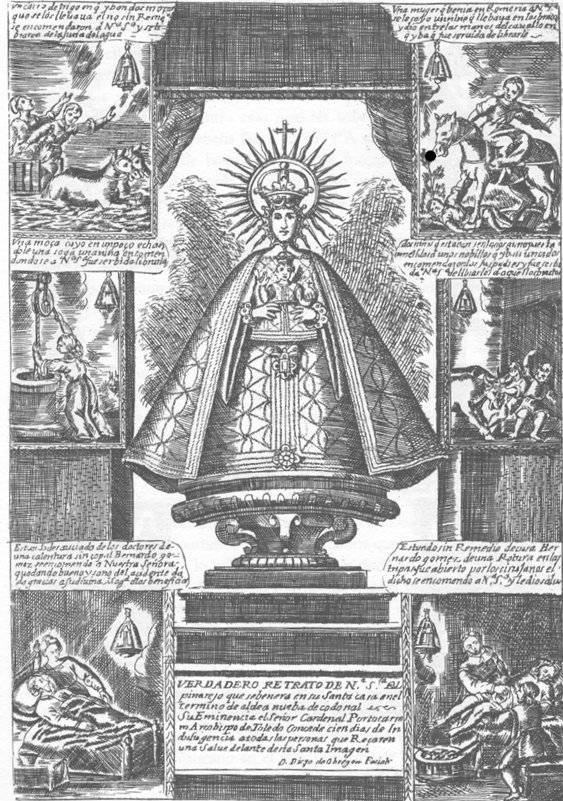

Su Eminencia el Señor Cardenal Portocarrero concedió cien días de indulgencia a todas las personas que rezaren una Salve delante de esta Santa Imagen
texto escrito en el retrato de aguafuerte de la Virgen.